# Andrew Starykowicz
Andrew Starykowicz (Long Grove, 14 de abril de 1982) es un deportista estadounidense que compite en triatlón. Ganó una medalla de bronce en el Campeonato Europeo de Triatlón de Larga Distancia de 2022.

## Palmarés internacional
| Campeonato Europeo | Campeonato Europeo    | Campeonato Europeo | Campeonato Europeo |
| Año                | Lugar                 | Medalla            | Prueba             |
| ------------------ | --------------------- | ------------------ | ------------------ |
| 2022               | Almere (Países Bajos) | Medalla de bronce  | Individual         |